# Jesús Carrera
Jesús María Carrera Ferrer-Sama (Zaragoza, 5 de marzo de 1965), más conocido como Chuchi Carrera, es un exentrenador de baloncesto español, actualmente se encuentra apartado del mundo del baloncesto y se dedica al mundo de los negocios. Entre sus logros, destaca ser el entrenador más joven de la historia de la ACB en ganar un título de Copa de Rey. Actualmente, es parte del equipo directivo de los proyectos de Internet Motofan.com, Auto10.com y Fanscup.com

## Biografía

### CAI Zaragoza
Se incorpora al Club Baloncesto Zaragoza en los años 80 como jugador en el equipo juvenil, dirigido entonces por José Luis Abós. Al terminar su etapa como juvenil pasa a ser segundo entrenador del conjunto aragonés con Manel Comas (1985-1987), Ranko Žeravica (1987-1989) y por último Moncho Monsalve (1989). Tras la marcha Moncho Monsalve, pasa a ocupar su puesto en el banquillo del equipo maño, debutando como técnico en la Liga ACB en diciembre de 1989 con tan solo 24 años.
En su primera temporada al mando de los rojillos logra proclamarse campeón de la Copa del Rey de baloncesto 1990 al vencer en la final disputada en el Centro Insular de Deportes al RAM Joventut por 76-69. El entrenador aragonés es todavía el técnico más joven en haber conseguido un título de la Copa del Rey.
En noviembre de 1990 es destituido como entrenador del Club Baloncesto Zaragoza tras un mal comienzo en su segunda temporada al frente del combinado zaragozano.

### CB Guadajalara
En 1991 fue fichado por el Real Madrid para ser el entrenador responsable del CB Guadalajara en la Primera División. El conjunto alcarreño estrenaba esa temporada un acuerdo de colaboración con los madrileños que les permitió contar con los jugadores de gran proyección como Ismael Santos, José Lasa, Jerónimo Bucero o Martín Ferrer.

### CajaCanarias
Durante la temporada 1992-1993 tomó las riendas del CajaCanarias que militaba en la Primera División.

### Retirada del baloncesto profesional
En julio de 1993 se compromete con el Club Bàsquet Llíria para dirigir a la escuadra edetana en la Liga ACB, sin embargo, el equipo es expulsado antes del comienzo de la competición debido a problemas económicos.
Tras esta experiencia fallida decide dejar los terrenos de juego e incorporarse a una agencia de marketing junto a quien fuera su agente, se adentró poco a poco en el mundo del Marketing Deportivo y de Eventos. Lideró proyectos como el Buckler Challenge en España y Portugal y el 'Magic Johnson 7Up Tour'.
Desde 1998 hasta 2003 fue responsable de negocios en Latinoamérica en la agencia de medios Bertelsmann, donde sería posteriormente nombrado vicepresidente de Ventas y Marketing del Grupo GJ, empresa líder en publicación de revistas en España. En noviembre de 2009 decidió unirse al equipo directivo de Fanscup.com, una empresa de Grupo Intercom dedicada a redes sociales para aficionados a equipos de fútbol en distintas partes del mundo.

## Final Copa del Rey 1990
El CAI Zaragoza eliminó en semifinales al Real Madrid y RAM Joventut hizo lo propio con el Grupo IFA (Granollers) que había apeado en cuartos de final al FC. Barcelona.
A destacar en el partido la exhibición de tiro por ambos equipos, por el Joventut Jordi Villacampa anotó 21 puntos, mientras que por el CAI Mark Davis anotaba 44 puntos.
CAI Zaragoza : Pepe Arcega, Mark Davis, Paco Zapata, Quique Andreu, Alexander Belostenny - cinco inicial - Fernando Arcega, Joaquín Ruiz Lorente, Santiago Aldama, Alberto Angulo, Fran Murcia.
Entrenador : Jesús "Chuchi" Carrera
Joventut Badalona : J.A. Montero, Jordi Villacampa, Lampley, Johnson, Morales - cinco inicial - Rafa Jofresa, J.M. Margall, Ruf.
Entrenador : Herb Brown